# Communauté de communes Écueillé-Valençay
Die Communauté de communes Écueillé-Valençay ist ein französischer Gemeindeverband mit der Rechtsform einer Communauté de communes im Département Indre in der Region Centre-Val de Loire. Er wurde am 1. Januar 2014 gegründet und umfasst 18 Gemeinden (Stand: 1. Januar 2019). Der Verwaltungssitz befindet sich im Ort Valençay.

## Geschichte
Der Gemeindeverband entstand im Jahr 2014 aus der Fusion der Vorgängerorganisationen Communauté de communes du Pays d’Écueillé und Communauté de communes du Pays de Valençay.

## Historische Entwicklung
Mit Wirkung vom 1. Januar 2019 gingen die ehemaligen Gemeinden Villentrois und Faverolles-en-Berry in die Commune nouvelle Villentrois-Faverolles-en-Berry auf. Dadurch verringerte sich die Anzahl der Mitgliedsgemeinden auf 18.

## Mitgliedsgemeinden
| Gemeinde                                 | Einwohner 1. Januar 2022 | Fläche km² | Dichte Einw./km² | Code INSEE | Postleitzahl |
| ---------------------------------------- | ------------------------ | ---------- | ---------------- | ---------- | ------------ |
| Écueillé                                 | 1.189                    | 34,90      | 34               | 36069      | 36240        |
| Fontguenand                              | 252                      | 18,24      | 14               | 36077      | 36600        |
| Frédille                                 | 76                       | 6,31       | 12               | 36080      | 36180        |
| Gehée                                    | 254                      | 22,75      | 11               | 36082      | 36240        |
| Heugnes                                  | 385                      | 42,17      | 9                | 36086      | 36180        |
| Jeu-Maloches                             | 119                      | 12,73      | 9                | 36090      | 36240        |
| La Vernelle                              | 799                      | 17,08      | 47               | 36233      | 36600        |
| Langé                                    | 260                      | 20,63      | 13               | 36092      | 36600        |
| Luçay-le-Mâle                            | 1.315                    | 68,08      | 19               | 36103      | 36360        |
| Lye                                      | 757                      | 24,77      | 31               | 36107      | 36600        |
| Pellevoisin                              | 794                      | 25,62      | 31               | 36155      | 36180        |
| Préaux                                   | 172                      | 32,54      | 5                | 36166      | 36240        |
| Selles-sur-Nahon                         | 62                       | 6,77       | 9                | 36216      | 36180        |
| Valençay                                 | 2.239                    | 41,59      | 54               | 36228      | 36600        |
| Veuil                                    | 378                      | 18,84      | 20               | 36235      | 36600        |
| Vicq-sur-Nahon                           | 681                      | 49,08      | 14               | 36237      | 36600        |
| Villegouin                               | 321                      | 24,03      | 13               | 36243      | 36500        |
| Villentrois-Faverolles-en-Berry          | 880                      | 73,79      | 12               | 36244      | 36360, 36600 |
| Communauté de communes Écueillé-Valençay | 10.933                   | 539,92     | 20               | –          | –            |

## Quelle
1. ↑  www.collectivites-locales.gouv.fr
2. ↑  CC Écueillé-Valençay (SIREN: 200 040 558) in der Base nationale sur l’intercommunalité (BANATIC) des französischen Innenministeriums (französisch)